# Bridgwater United Women's Football Club
Il Bridgwater United Women's Football Club, meglio noto come Bridgwater United Women's, è società calcistica femminile inglese con sede a Bridgwater. Milita nella Division One South West della FA Women's National League, il quarto livello del campionato inglese.
La società venne fondata nel 1990 come Yetminster Ladies, per poi cambiare denominazione in Sherborne Ladies nel 1993. Nel 1999 divenne Yeovil Town Ladies dopo l'affiliazione allo Yeovil Town FC. Nel 2020 c'è stato un rebranding in Yeovil United, mentre nel 2021 è avvenuta la fusione col Bridgwater United FC, così che la squadra ne ha preso la denominazione. Tra il 2017 e il 2019 ha giocato in Women's Super League, la massima serie del campionato inglese, mentre dal 2014 al 2017 ha giocato nella FA WSL 2.

## Storia
Il club venne fondato nel 1990 da Tony Baverstock con la denominazione Yetminster Ladies e la squadra venne iscritta alla South West League Division Two. Disputò la sua prima partita ufficiale contro il Weymouth Vikings il 16 settembre 1990. Il club cambiò denominazione in Sherborne Ladies nel 1993, e nel 1997 la squadra raggiunse il quarto turno della FA Women's Cup, venendo eliminata dall'Everton di fronte ad un pubblico di 500 spettatori allo Huish Park. Nel 1999 ci fu la rinomina in Yeovil Town Ladies, e da quella stagione, sotto la direzione tecnica di John Flatters, la squadra iniziò ad ottenere risultati migliori.
Nella stagione 2004-2005 lo Yeovil Town Ladies vinse la Somerset County Cup, dopo aver battuto in finale il Keynsham Town Ladies. Al termine della stessa stagione il giovane talento Helen Bleazard, che aveva giocato con il club fino dall'età di nove anni, si trasferì al Bristol Academy, militante nella FA Women's Premier League. Dopo aver concluso al secondo posto nella stagione 2005-2006, nella successiva la squadra ottenne la promozione nella South West Combination League. Nelle stagioni successive le Glovers, guidate da Nathan Jones, già calciatore dello Yeovil Town, mantennero la categoria. Il 25 agosto 2009 ottennero in campionato una vittoria record per 21-0 sul Reading Town. La stagione venne poi conclusa col raggiungimento del quarto turno in FA Women's Cup e con la vittoria della South West Combination Women's League, ottenuta grazie a diciassette vittorie su venti partite, segnando 103 reti e subendone appena quindici.

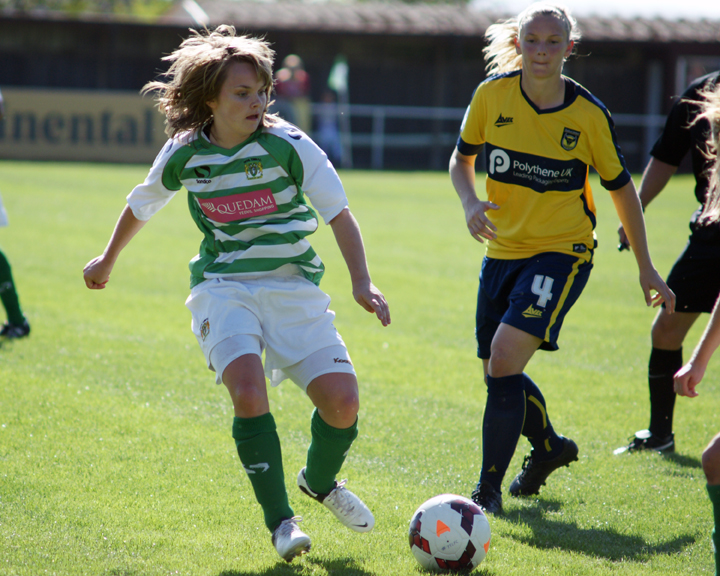
Azione di gioco dello Yeovil Town contro l'Oxford United nel 2014.

Nella stagione 2010-2011 il club ha esordito nella Southern Division della FA Women's Premier League, venendo subito retrocesso nella South West Combination. Nell'annata seguente la squadra, guidata dalla coppia di tecnici Nigel Williams and Sarah Lawler, vinse il South West Women's Combination Football League Trophy e la Somerset FA Women's Senior Cup, per poi ottennere nuovamente la promozione nella Southern Division della FA Women's Premier League. Nella stagione 2012-2013 la squadra concluse al terzo posto nella Southern Division e raggiunse il quinto turno della FA Women's Cup, venendo eliminata dal Leeds Carnegie. Nell'aprile 2013 venne annunciato che il club era stato ammesso nella rinnovata FA Women's Super League 2. Nelle prime due annate in FA WSL 2 la squadra concluse al quinto e al quarto posto.
Nel 2016 lo Yeovil Town concluse la FA WSL 2 al primo posto in classifica, a parti punti col Bristol City, ma superandolo per la migliore differenza reti, venendo così promosso in FA Women's Super League 1, la massima serie nazionale, per la prima volta Nel 2017 concluse al nono ed ultimo posto la Spring Series della FA WSL 1, competizione di transizione al nuovo formato del torneo. Nonostante avesse concluso la WSL 1 2017-2018 all'ultimo posto con soli due punti conquistati, lo Yeovil Town venne ammesso alla rinnovata FA Women's Super League per la successiva stagione dopo che altri due club erano stati esclusi. Nella stagione 2018-2019 le prestazioni della squadra non migliorarono, rimanendo per quasi tutto il tempo all'ultimo posto in classifica. Inoltre, la squadra venne anche penalizzata di 10 punti per essere entrata in amministrazione controllata. Al termine della stagione la squadra venne retrocessa in FA Women's Championship, ma non ottenne la licenza di partecipazione al campionato di secondo livello, retrocedendo ulteriormente nella FA Women's National League.
Nell'estate 2020 il club decise di procedere con un rebranding, cambiando denominazione in Yeovil United Football Club. Nel marzo 2021 venne annunciata la fusione col Bridgwater United Football Club, assumendone denominazione e colori sociali a partire dalla stagione 2021-2022. Nel 2023 la squadra, dopo quattro stagioni di fila nella Southern Division, venne retrocessa nella Division One South West della FA Women's National League, il quarto livello del campionato nazionale.

## Palmarès

### Competizioni nazionali
- Campionato inglese di seconda divisione: 1

2016

## Organico

### Rosa 2018-2019
Rosa, ruoli e numeri di maglia estratti dal sito societario, aggiornati al 13 luglio 2018.
| N. |                        | Ruolo | Calciatrice            |
| -- | ---------------------- | ----- | ---------------------- |
| 1  | Inghilterra (bandiera) | P     | Megan Walsh (capitano) |
| 2  | Galles (bandiera)      | D     | Gemma Evans            |
| 3  | Inghilterra (bandiera) | D     | Leah Burridge          |
| 5  | Galles (bandiera)      | D     | Nicola Cousins         |
| 7  | Inghilterra (bandiera) | A     | Paige Sawyer           |
| 8  | Inghilterra (bandiera) | C     | Jessica Jones          |
| 9  | Inghilterra (bandiera) | A     | Ann-Marie Heatherson   |
| 11 | Galles (bandiera)      | A     | Nadia Lawrence         |
| 13 | Inghilterra (bandiera) | P     | Bethany-May Howard     |
| 14 | Galles (bandiera)      | D     | Hannah Miles           |

| N. |                        | Ruolo | Calciatrice        |
| -- | ---------------------- | ----- | ------------------ |
| 15 | Irlanda (bandiera)     | D     | Harriet Lambe      |
| 18 | Inghilterra (bandiera) | A     | Ella Pusey         |
| 19 | Inghilterra (bandiera) | C     | Charlotte Buxton   |
| 20 | Galles (bandiera)      | C     | Chloe Lloyd        |
| 22 | Inghilterra (bandiera) | C     | Rachel Hignett     |
| 27 | Galles (bandiera)      | C     | Georgia Evans      |
| 28 | Inghilterra (bandiera) | C     | Kelly Aldridge     |
|    | Galles (bandiera)      | D     | Thierry-jo Gauvain |
|    | Inghilterra (bandiera) | A     | Chloe Melton       |